# Aydınkənd
Aydınkənd (hay còn gọi là Aydmkənd, Aydi-Kend”, và Aydynkend) là một ngôi làng thuộc vùng Quba của Azerbaijan. Ngôi làng tạo thành một phần của đô thị Güləzi.